# V440 Возничего
V440 Возничего (лат. V440 Aurigae), HD 39045 — тройная звезда в созвездии Возничего на расстоянии приблизительно 930 световых лет (около 285 парсеков) от Солнца.

## Характеристики
Первый компонент (CCDM J05514+3207A) — красный гигант, пульсирующая медленная неправильная переменная звезда (LB:) спектрального класса M3III, или M2, или M6, или Ma. Видимая звёздная величина звезды — от +6,37m до +6,24m. Масса — около 1,623 солнечной, радиус — около 87,69 солнечных, светимость — около 1161,623 солнечных. Эффективная температура — около 3599 K.
Второй компонент — коричневый карлик. Масса — около 23,21 юпитерианских. Удалён на 1,758 а.е..
Третий компонент (UCAC4 611-025818) — оранжевый гигант спектрального класса K. Видимая звёздная величина звезды — +12m. Радиус — около 11,24 солнечных, светимость — около 44,01 солнечных. Эффективная температура — около 4435 K. Удалён на 15,2 угловых секунд.